# Кондроз
Кондроз е регион, разположен в центъра на Валония, Южна Белгия. Главен град на Кондроз е Сине.

## История
Първи заселници в Кондроз са келтски племена, които търсят по-добри и плодородни земи. Юлий Цезар успява да интегрира тези племена към провинция Галия, а по-късно, след разпада на Римската империя, районът е в териториите на Кралството на франките. Те разделят Кондроз на 4 подобласти. 
През Средновековието епископът на Лиежката епископия дава юрисдикцията над областта на Херцогство Люксембург и Графство Намюр. Това довежда до доста сражения между 3-те фракции, като най-известният конфликт е Войната за кравата от 1276 г.